# Anisognathus lunulatus
La tangara ventriescarlata (Anisognathus lunulatus) es una especie —o el grupo de subespecies Anisognathus igniventris lunulatus, dependiendo de la clasificación considerada— de ave paseriforme de la familia Thraupidae, perteneciente al  género Anisognathus. Es nativa de la región andina del noroeste y oeste de América del Sur. 

## Distribución  y hábitat
El grupo de subespecies lunulatus se distribuye desde el oeste de Venezuela y centro norte de Colombia, hacia el sur a lo largo de la cordillera de los Andes, por Ecuador, hasta el centro de Perú.
Esta especie es considerada bastante común en sus hábitats naturales: los bosques de alta montaña y sus bordes, y los matorrales cerca de la línea de árboles, principalmente entre 2600 y 3600 m de altitud.

## Sistemática

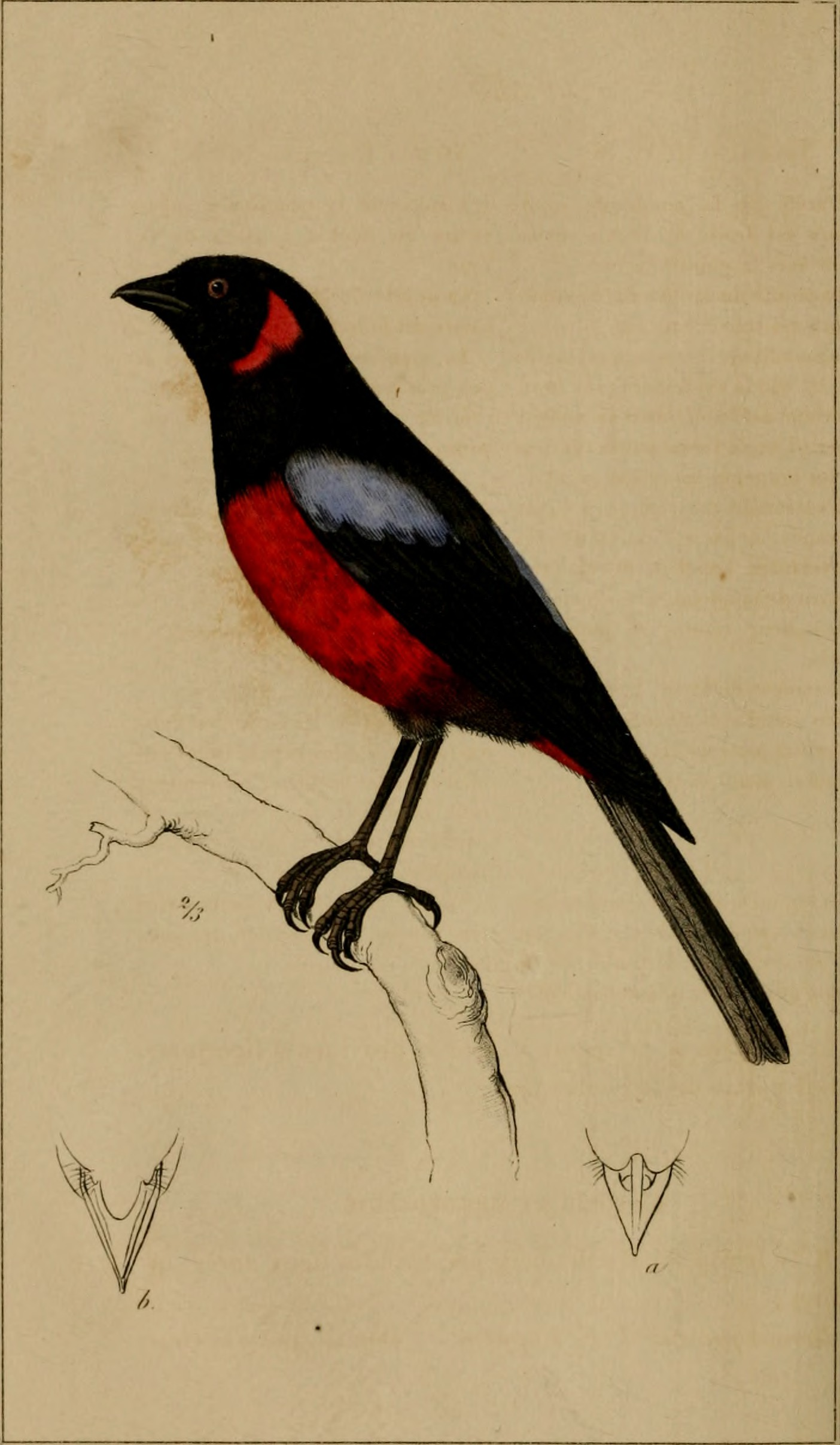
Tanagra lunulata = Anisognathus lunulatus, ilustración en du Bus de Gisignies Bulletin de l'Académie Royale des Sciences, des Lettres et des Beaux-Arts de Belgique, 1839.

### Descripción original
La especie A. lunulatus fue descrita por primera vez por el naturalista belga Bernard du Bus de Gisignies en 1839 bajo el nombre científico Tanagra lunulata; su localidad tipo es: «Honduras (error) enmendado para Bogotá».

### Etimología
El nombre genérico masculino «Anisognathus» se compone de las palabras griegas «anisos»: desigual, y «gnathos»: mandíbula inferior; y el nombre de la especie «lunulatus» del latín que significa «en forma de luna creciente».

### Taxonomía
La presente especie es tratada como un grupo de subespecies de Anisognathus igniventris; sin embargo, las clasificaciones Aves del Mundo (HBW) y Birdlife International (BLI) la consideran como una especie separada con base en diferencias morfológicas (dorso más oscuro, vientre escarlata y no anaranjado rojizo) y de vocalización.

### Subespecies
Según HBW se reconocen tres subespecies, con su correspondiente distribución geográfica:
- Anisognathus lunulatus lunulatus (du Bus de Gisignies), 1839 – Andes del centro norte de Colombia y oeste de Venezuela (Táchira).
- Anisognathus lunulatus erythrotus (Jardine & Selby), 1840 – Andes centrales del sur de Colombia y Ecuador.
- Anisognathus lunulatus ignicrissa (Cabanis), 1873 – Andes de Perú (Cajamarca y Amazonas hasta Junín).